# Friedrich Natalis
Friedrich Natalis (* 16. April 1864 in Braunschweig; † 9. Juli 1935 in Berlin) war ein deutscher Maschinenbau- und Elektroingenieur.

## Leben
Sein Vater war der Braunschweiger Maschinenfabrikant Albert Natalis.
Ab Oktober 1885 studierte Friedrich Natalis an der Herzoglichen Technischen Hochschule Carolo-Wilhelmina in Braunschweig Maschinenbau. Nach dem Abschluss dieses Studiums war er bis 1890 im Bahnbüro des Unternehmens Siemens & Halske in Magdeburg und von 1891 bis 1897 bei dem Unternehmen Max Jüdel & Co. in Braunschweig beruflich tätig.
1895 nahm Natalis ein weiteres Studium auf, das der Elektrotechnik. Als einer der ersten Braunschweiger Studenten promovierte er 1907 in diesem Fach, zudem mit Auszeichnung.
Beruflich folgte er seinem älteren Bruder Hugo (1860–1924) im Jahr 1897 nach Nürnberg zur Elektrizitäts-AG vormals Schuckert & Co. und nach deren Fusion mit Siemens 1903 nach Charlottenburg. In Nürnberg erfand er für die Wuppertaler Schwebebahn eine selbständige Blocksicherungsanlage, in Charlottenburg war er zunächst Leiter des Büros für Kraftübertragungsapparate. Ab 1912 wirkte er als Prokurist und Vorstand sämtlicher technischer Abteilungen der Siemens-Schuckertwerke GmbH.
Während des Ersten Weltkriegs war Friedrich Natalis im Flugzeugbau tätig.
1928 übernahm er, als Nachfolger von August Rotth (1854–1929), die Leitung des Siemens-Archivs in Berlin (heute in München), das er bis zu seinem Tod betreute.
Im Dezember 2007 wurde der Natalisweg im Braunschweiger Stadtteil Lindenbergsiedlung nach ihm benannt.

## Schriften
- Die selbsttätige Regulierung der elektrischen Generatoren. F. Vieweg & Sohn, Braunschweig 1908.[2]
- Die Berechnung von Gleich- und Wechselstromsystemen: Neue Gesetze über ihre Leistungsaufnahme. Springer, Berlin 1920, DNB 57386781X.
- Die erste Dynamomaschine von Werner von Siemens im Lichte neuzeitlicher Messtechnik. In: Wissenschaftliche Veröffentlichungen aus den Siemens-Werken. 1935, Heft 1, ISSN 0372-7564.